# Гай Сульпіцій Камерін
Гай Сульпі́цій Камері́н (лат. Gaius Sulpicius Camerinus; IV століття до н. е.) — політик і військовий діяч Римської республіки, військовий трибун з консульською владою 382 року до н. е.

## Біографічні відомості
Походив із знатного роду Сульпіціїв, його гілки Камерінів. Про батьків, молоді роки Гая Сульпіція відомостей не збереглося.
У 382 році до н. е. його було обрано військовим трибуном з консульською владою разом з Луцієм Папірієм Крассом, Спурієм Папірієм Крассом, Квінтом Сервілієм Фіденатом, Луцієм Емілієм Мамерціном і Сервієм Корнелієм Малугіненом.
Обидва Луції і Спурій командували легіонами, які перемогли жителів Веллетри, в той час як Гая Сульпіція разом з іншими командирами сенат залишив у Римі, щоб захистити місто.
380 року його було обрано цензором разом з Спурієм Постумієм Альбіном Регілленом. Подальша доля Гая Сульпіція невідома.  